# Gęsica
Gęsica – część wsi Borki w Polsce, położona w województwie małopolskim, w powiecie dąbrowskim, w gminie Szczucin.
W latach 1975–1998 Gęsica administracyjnie należała do województwa tarnowskiego.